# Kanniyakumari

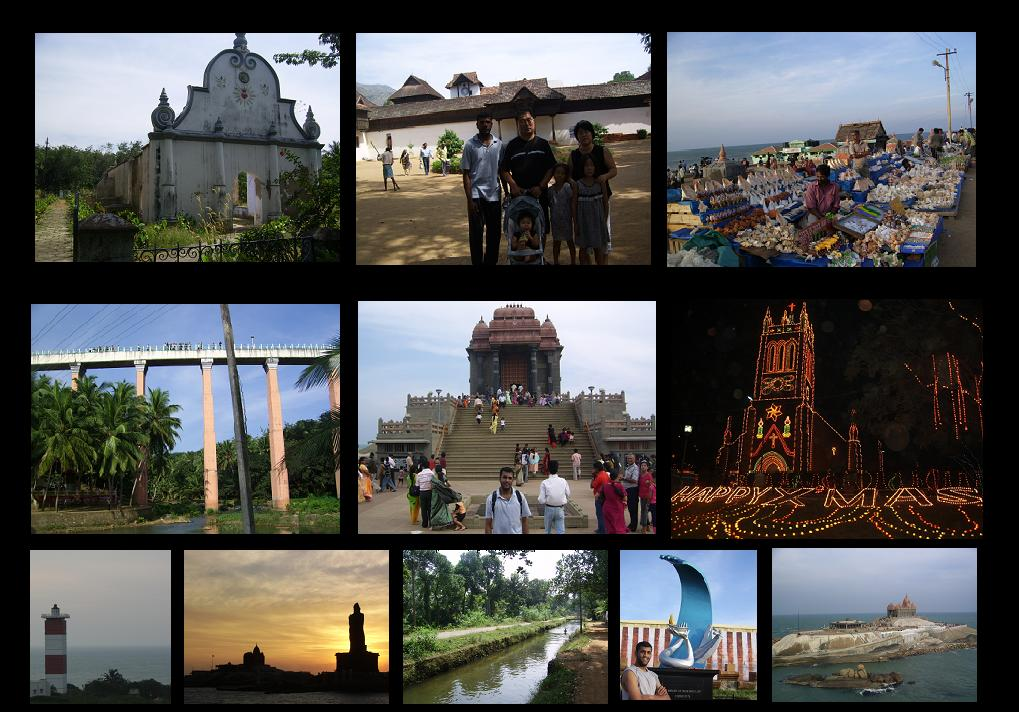
Olika motiv från Kanniyakumari.

Kanniyakumari (alternativt Kanyakumari) är den sydligaste orten på det indiska fastlandet och är belägen vid Kap Comorin. Staden är huvudort för distriktet Kanniyakumari i delstaten Tamil Nadu, och folkmängden uppgick till 22 453 invånare vid folkräkningen 2011.